# Chelipoda mollis
Chelipoda mollis är en tvåvingeart som beskrevs av Wagner 2003. Chelipoda mollis ingår i släktet Chelipoda och familjen dansflugor. Inga underarter finns listade i Catalogue of Life.